# Alli (fiume)
L'Alli, detto anche Passante, è un fiume a carattere torrentizio della Calabria.

## Percorso
Nasce sul colle Bastarda a 1.495 m di altezza e dopo un percorso di 46 km sfocia nel mar Ionio nel golfo di Squillace, in località Belladonna nel comune di Catanzaro.